# Cruel Summer (album van Kanye West)
Cruel Summer is een verzamelalbum van Kanye West.
Het album werd uitgebracht op 14 september 2012 door GOOD Music en Def Jam. Er hebben veel artiesten meegewerkt aan het album, onder wie ook: R. Kelly, Teyana Taylor, Jay-Z, Big Sean, Pusha T, 2 Chainz, Ghostface Killah, Raekwon, Common, Cyhi the Prynce, Kid Cudi, D'banj, DJ Khaled, The-Dream, Mase, Cocaine 80s, John Legend, Travi$ Scott, Malik Yusef, Marsha Ambrosius, Chief Keef en Jadakiss.

## Nummers
| 1.                 | To the World (met Kanye West, R. Kelly en Teyana Taylor)                                              | 3:51 |
| 2.                 | Clique (met Kanye West, Jay-Z en Big Sean)                                                            | 4:53 |
| 3.                 | Mercy (met Kanye West, Big Sean, Pusha T en 2 Chainz)                                                 | 5:26 |
| 4.                 | New God Flow (met Kanye West, Pusha T en Ghostface Killah)                                            | 5:57 |
| 5.                 | The Morning (met Raekwon, Pusha T, Common, 2 Chainz, Cyhi the Prynce, Kid Cudi, D'banj en Kanye West) | 4:35 |
| 6.                 | Cold (met Kanye West en DJ Khaled)                                                                    | 3:36 |
| 7.                 | Higher (met The-Dream, Pusha T, Mase en Cocaine 80s)                                                  | 4:34 |
| 8.                 | Sin City (met John Legend, Travis Scott, Teyana Taylor, Cyhi the Prynce en Malik Yusef)               | 4:28 |
| 9.                 | The One (met Kanye West, Big Sean, 2 Chainz en Marsha Ambrosius)                                      | 5:44 |
| 10.                | Creepers (met Kid Cudi)                                                                               | 3:14 |
| 11.                | Bliss (met John Legend en Teyana Taylor)                                                              | 3:30 |
| 12.                | Don't Like (met Kanye West, Chief Keef, Pusha T, Big Sean en Jadakiss)                                | 4:43 |
| Totale duur: 54:31 | |      |